# AB-FUBICA
AB-FUBICA是一种含氮有机氟化合物，分子式C
21H
22FN
3O
2，能作为大麻素受体的激动剂，其对CB1和CB2的EC50分别为21 nM和15 nM。